# Elise Boot
Pour les articles homonymes, voir Boot (homonymie).
Elisabeth Cornelia Alphonsa Maria (Elise) Boot, née le 2 août 1932 à Rotterdam et morte le 27 novembre 2023, est une femme politique néerlandaise.
Membre de l'Appel chrétien-démocrate, elle siège aux États provinciaux pour l'Utrecht de 1978 à 1982 et au Parlement européen de 1979 à 1989. 

## références
1. ↑  « elise-rouwkaart hosted at ImgBB », sur ImgBB (consulté le 20 décembre 2023)